# ليدا كاتوندا
ليدا كاتوندا رسامة برازيلية ونحاتة وفنانة جرافيك ومربية. تتميز «بلوحاتها الناعمة» فوق المناشف وأغطية السرير والجلود والمخمل والحرير.

## نبذة
وُلدت كاتوندا عام 1961 في ساو باولو. درست الفنون البصرية في مؤسسة أرماندو ألفاريس بنتيدو. درست فنون الرسم من 1986 إلى منتصف التسعينيات وأصبحت دكتورة في الفنون البصرية في جامعة ساو باولو في عام 2001. شاركت كاتوندا في ثلاثة بيناليات ساو باولو (1983 - 1985 - 1994) والعديد من المعارض الفردية.